# Document de călătorie pentru refugiați
Un document de călătorie pentru refugiați (numit și document de călătorie conform Convenției din 1951 sau pașaport de Geneva) este un document de călătorie eliberat unui refugiat de către statul în care acesta își are reședința curentă, permițându-i să călătorească în afara statului respectiv și să se întoarcă acolo. Este puțin probabil ca refugiații să poată obține pașapoarte din statul lor de cetățenie și, prin urmare, au nevoie de documente de călătorie pentru a putea călători internațional.
Cele 145 de state care sunt părți la Convenția din 1951 privind statutul refugiaților sunt obligate să elibereze documente de călătorie refugiaților care își au reședința legală pe teritoriul lor.
Documentele de călătorie pentru refugiați sunt broșuri asemănătoare pașapoartelor. Coperta lor conține cuvintele „Document de călătorie” în limbile engleză și franceză (și adesea în limba statului emitent), precum și data convenției: 28 iulie 1951. Documentele erau inițial gri, apoi unele state le-au emis în culori diferite, dar toate au două linii diagonale în colțul din stânga sus al copertei. Posesorii lor beneficiază de anumite privilegii de călătorie fără viză, extinse de semnatarii convenției.
În România, documentul de călătorie pentru refugiați este eliberat de Oficiul Național pentru Refugiați, modelul său și elementele de securizare fiind descrise în Norma metodologică de aplicare a Ordonanței guvernului nr. 102/2000 privind statutul și regimul refugiaților în România din 27.06.2001.

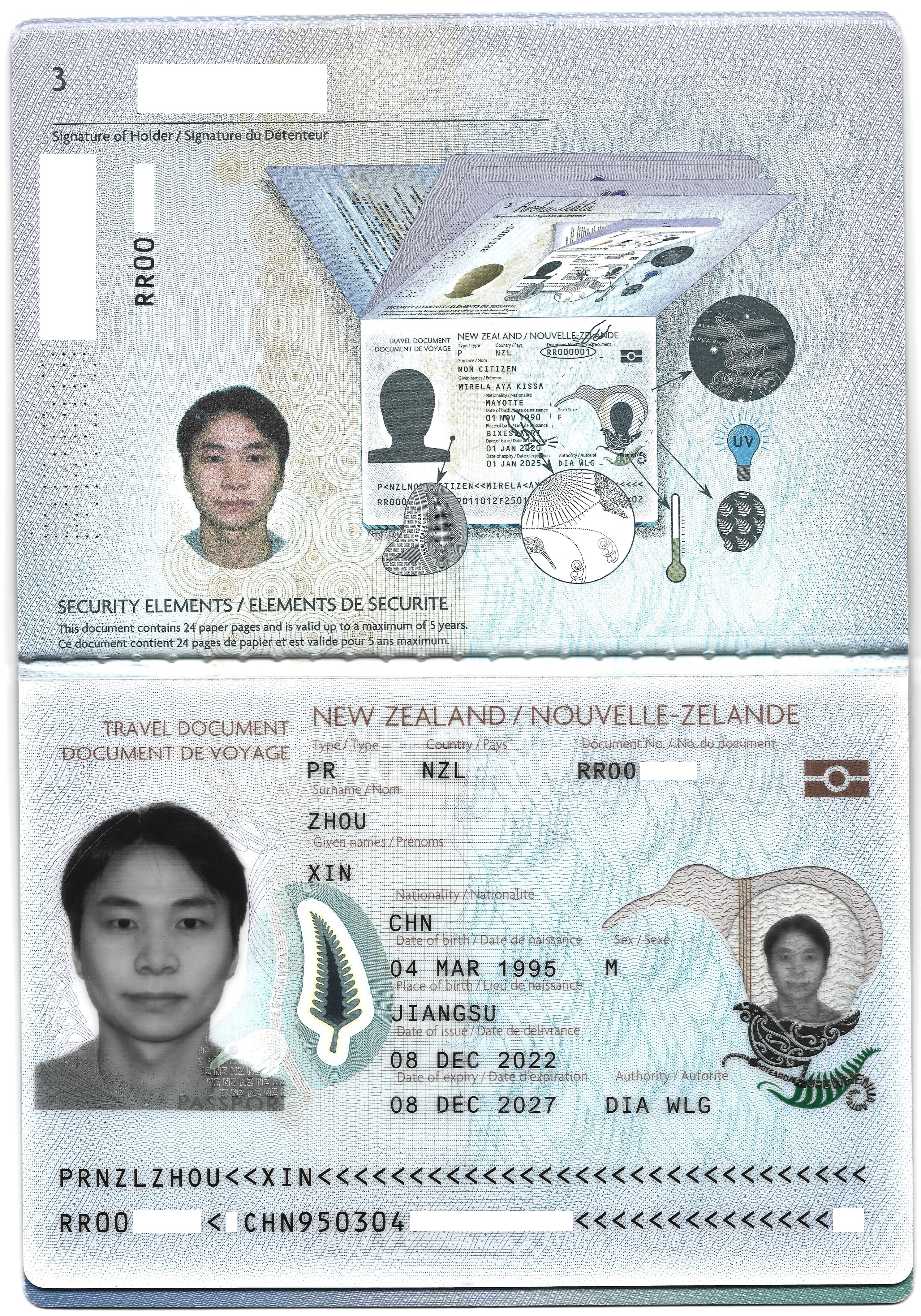
Document de călătorie din Noua Zeelandă emis pentru un refugiat chinez

Totuși, întrucât un document de călătorie pentru refugiați nu este un pașaport național obișnuit, titularul poate întâmpina uneori probleme, de exemplu din cauza necunoașterii de către personalul companiei aeriene a unor astfel de documente sau limitări legislative.
Documentele de călătorie pentru refugiați emise de Guvernul Canadei nu pot fi folosite pentru a călători în țara de cetățenie a titularului, iar un document de călătorie pentru refugiați emis de o altă țară nu este tratat ca un pașaport valabil în scopul obținerii unei autorizații electronice de călătorie pentru a vizita Canada. Având în vedere că titularii documentelor de călătorie pentru refugiați nu sunt cetățeni ai țării emitente, este posibil să fie nevoie să solicite o viză înainte de a călători în Canada.
Documentele de călătorie egiptene emise pentru refugiații palestinieni sunt considerate documente de călătorie inacceptabile pentru călătorie și intrare în Noua Zeelandă, cu excepția cazului în care includ o viză de intrare care permite titularului să intre în Egipt.

## Modele de documente de călătorie pentru refugiați

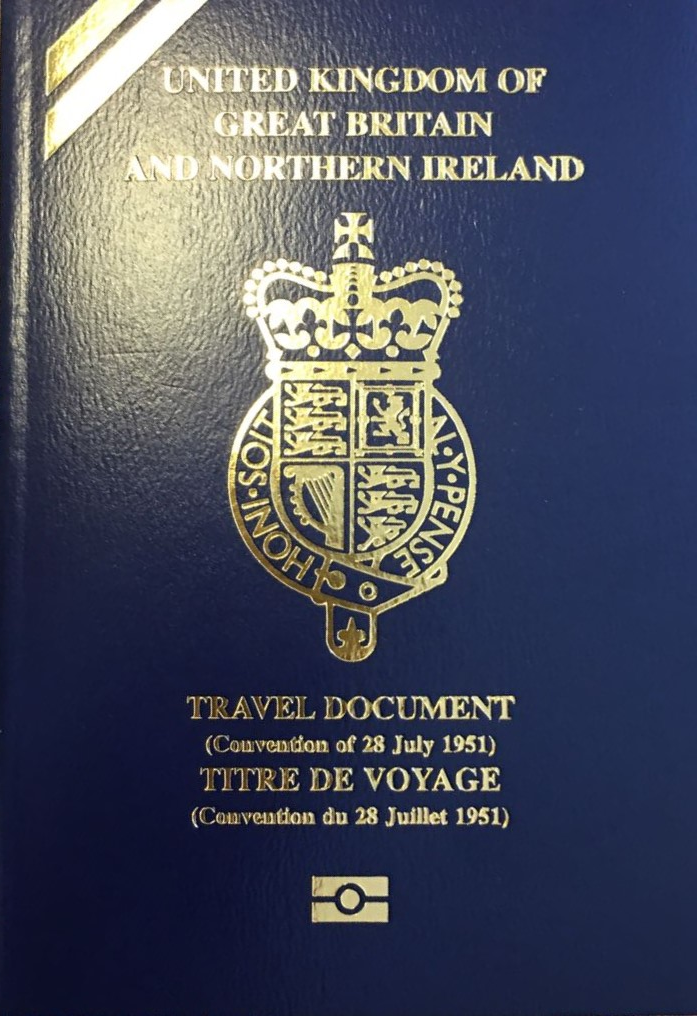
Model de document de călătorie din Regatul Unit
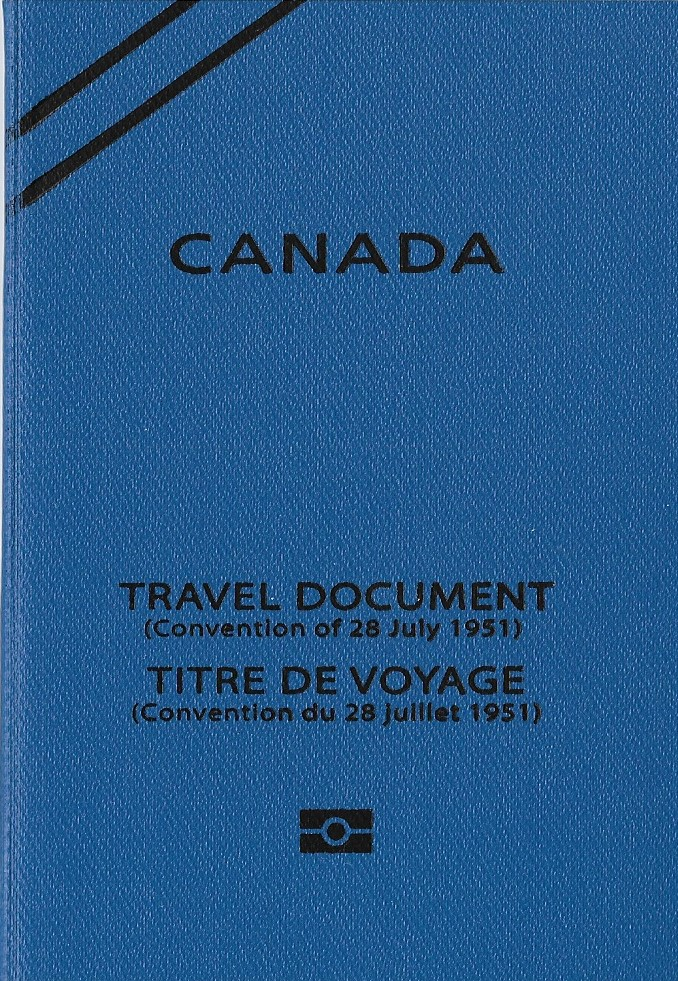
Model de document de călătorie din Canada
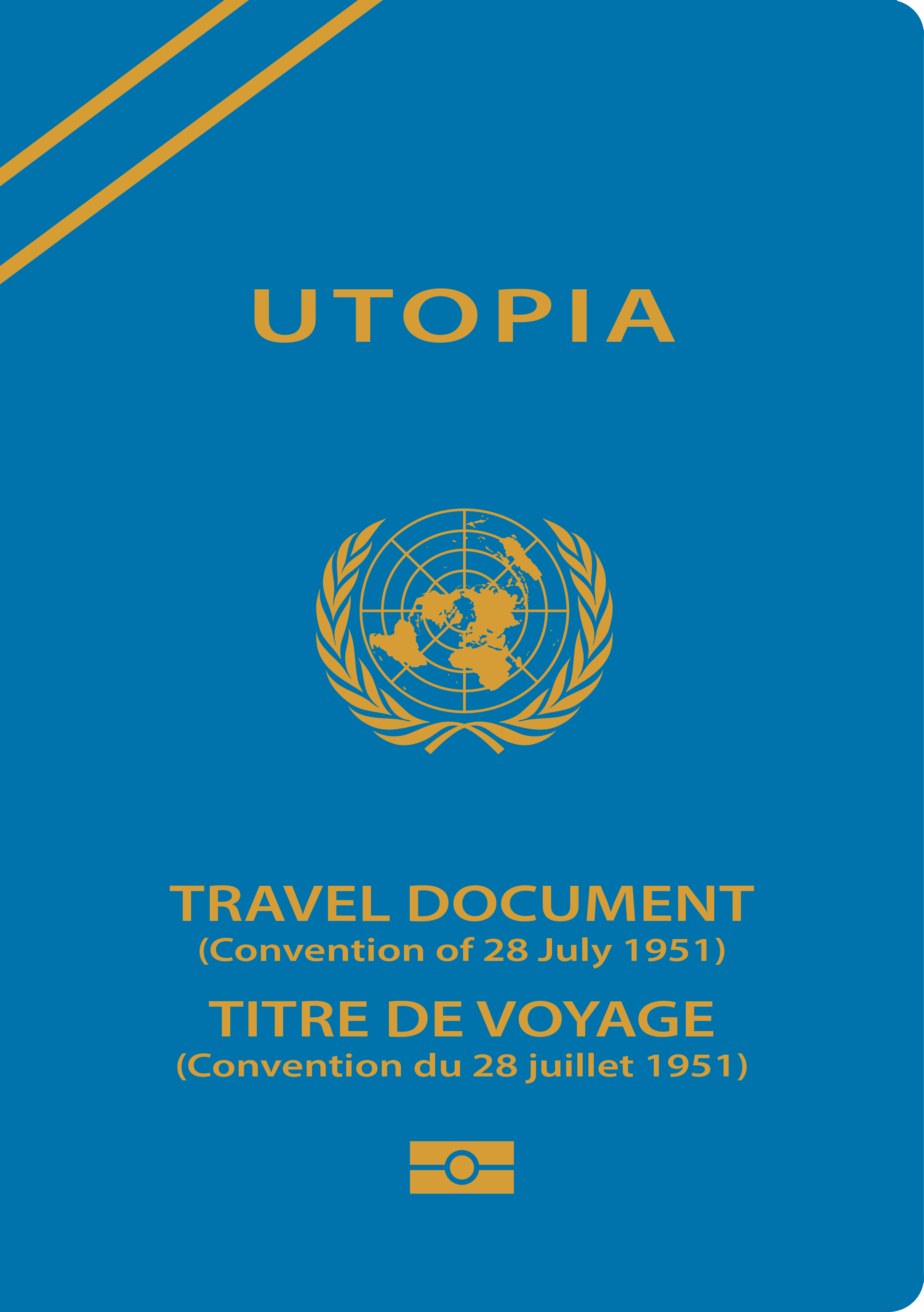
Specimen
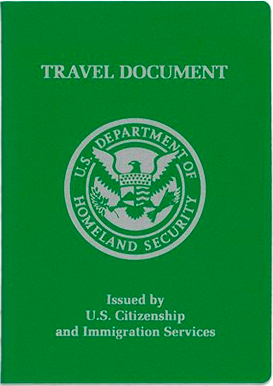
Model de document de călătorie din SUA
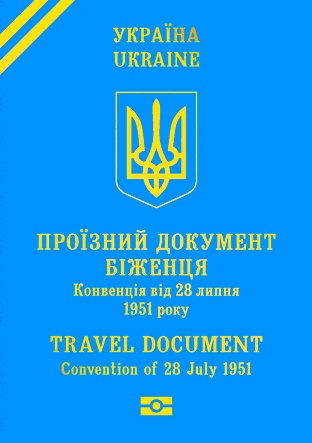
Model de document de călătorie din Ucraina
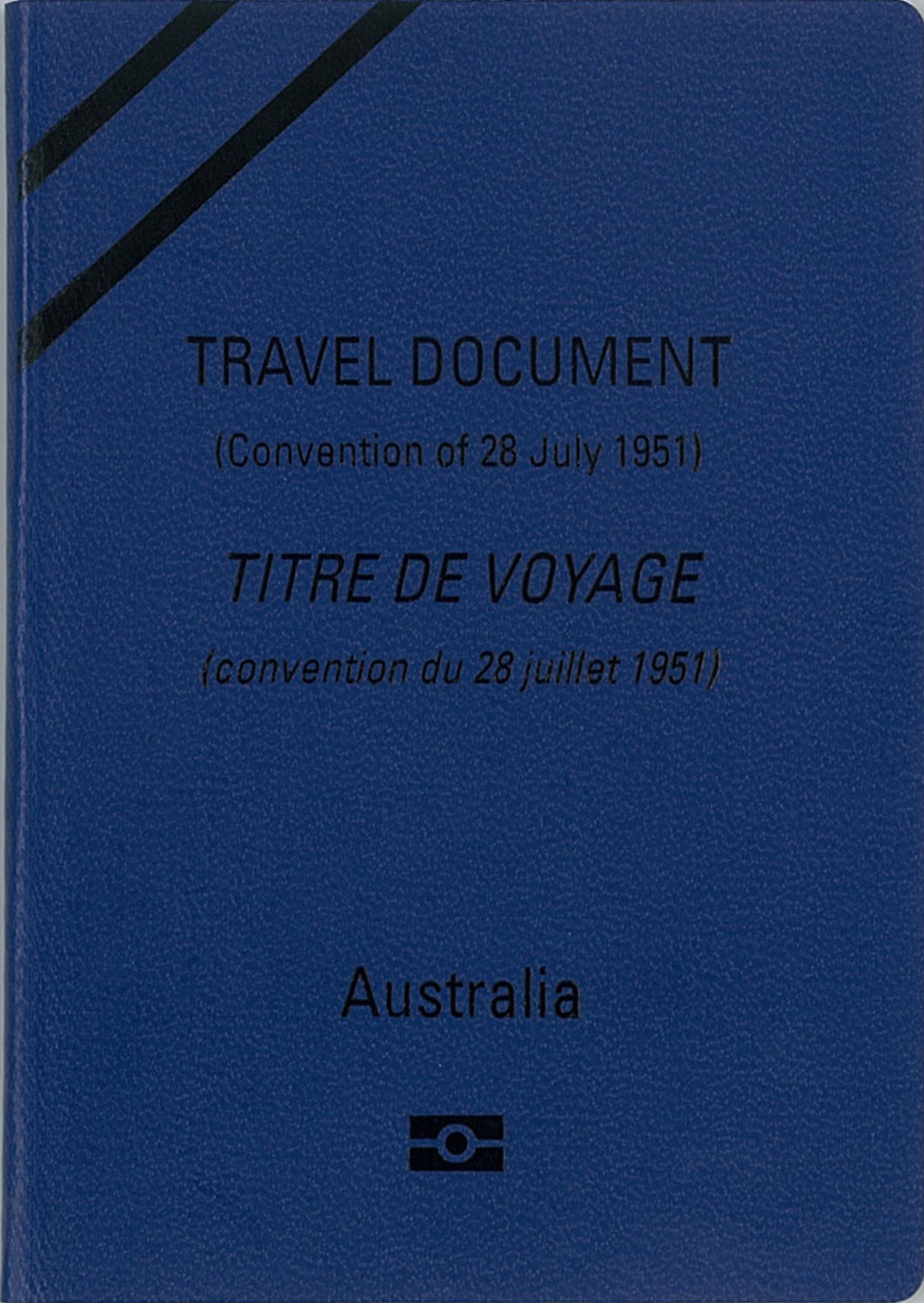
Model de document de călătorie australian
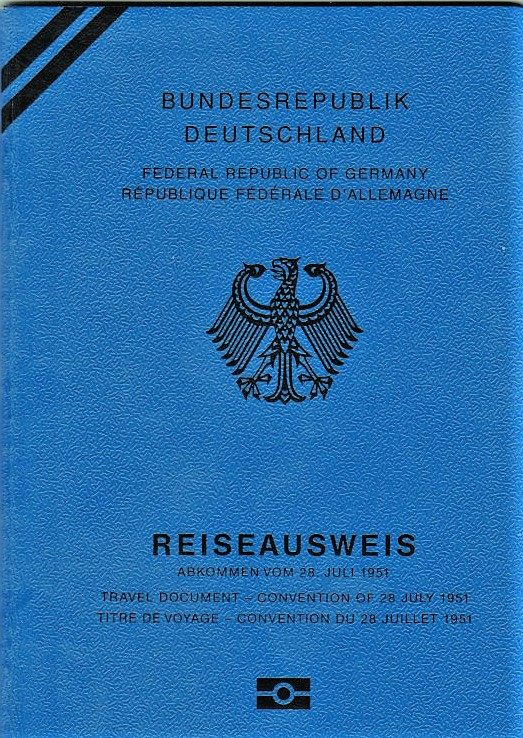
Model de document de călătorie din Germania
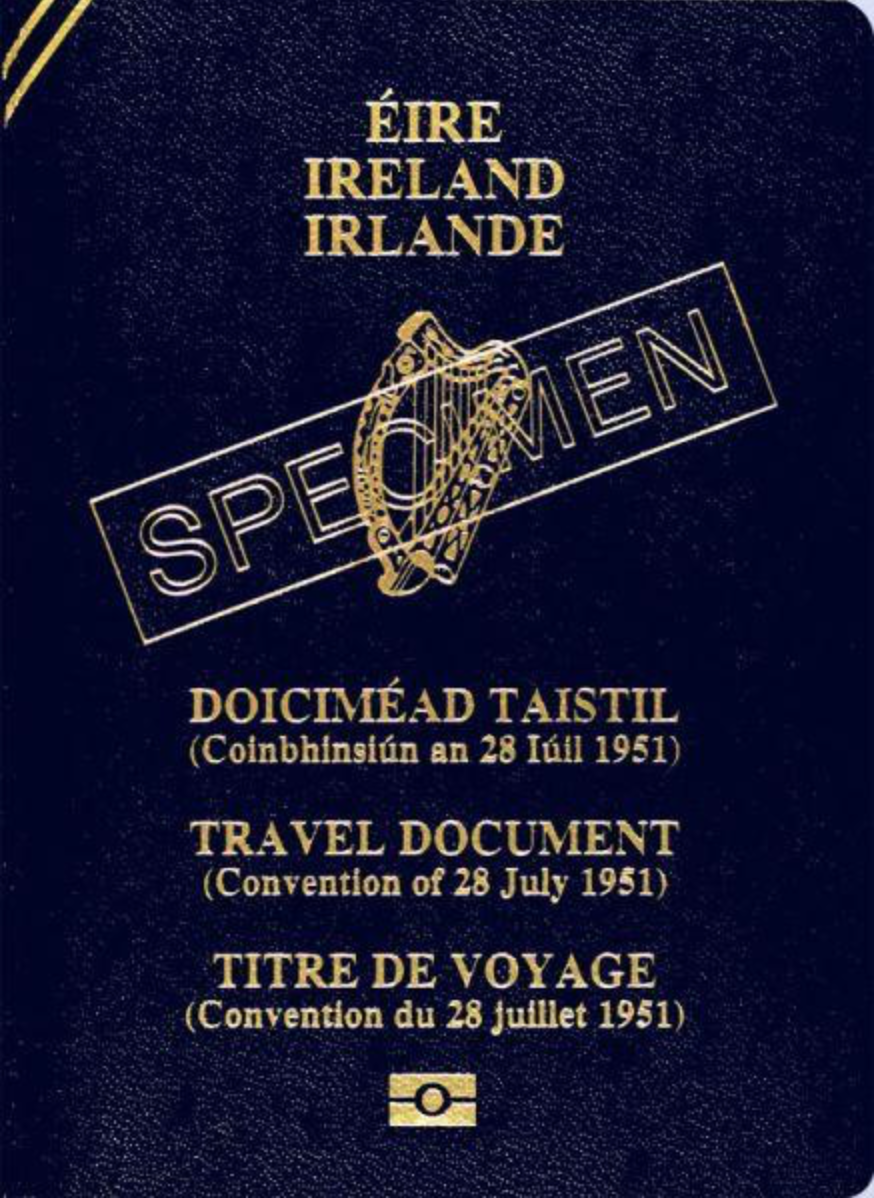
Model de document de călătorie din Irlanda
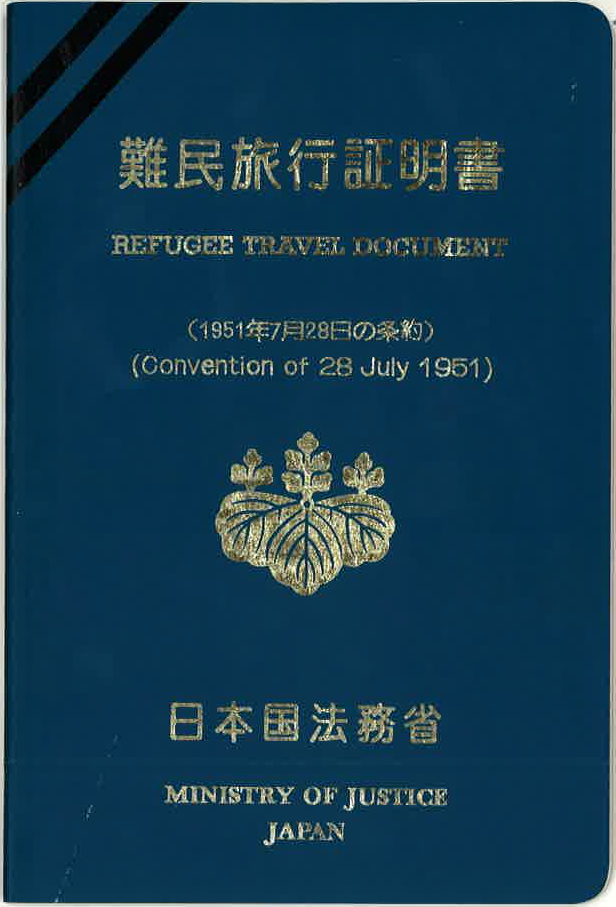
Model de document de călătorie din Japonia
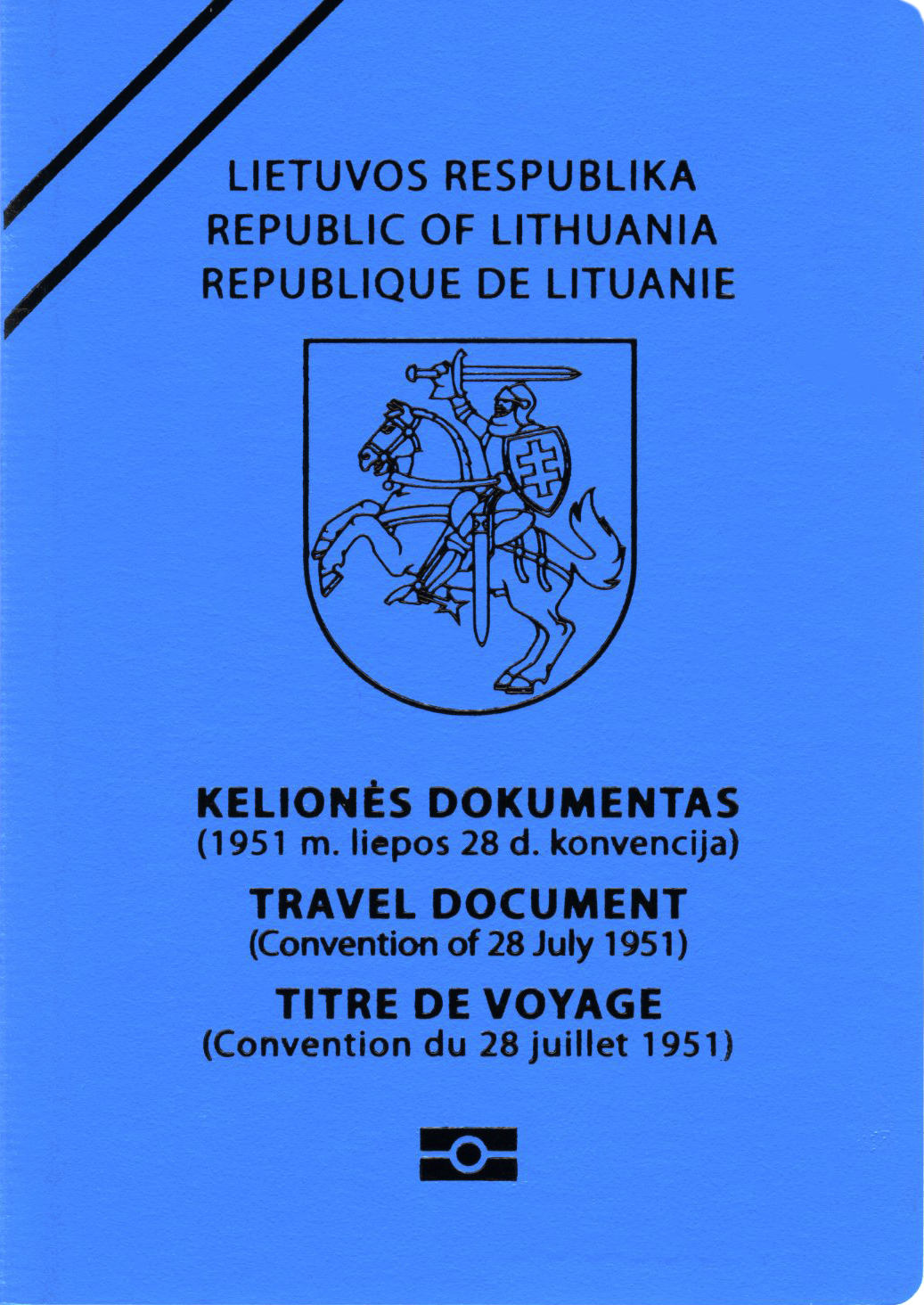
Model de document de călătorie din Lituania
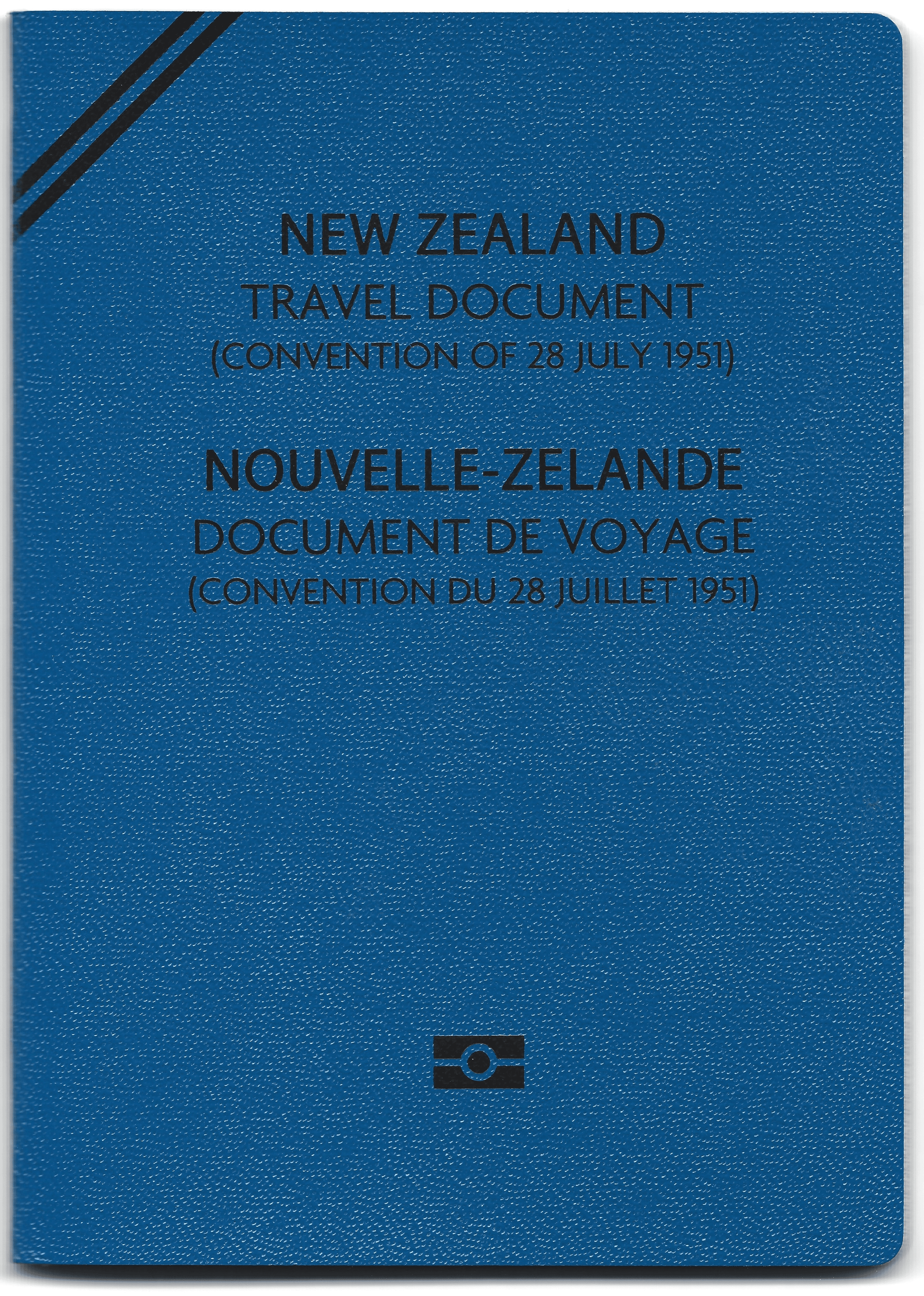
Model de document de călătorie din Noua Zeelandă
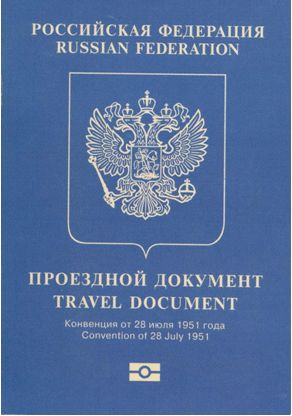
Model de document de călătorie din Rusia
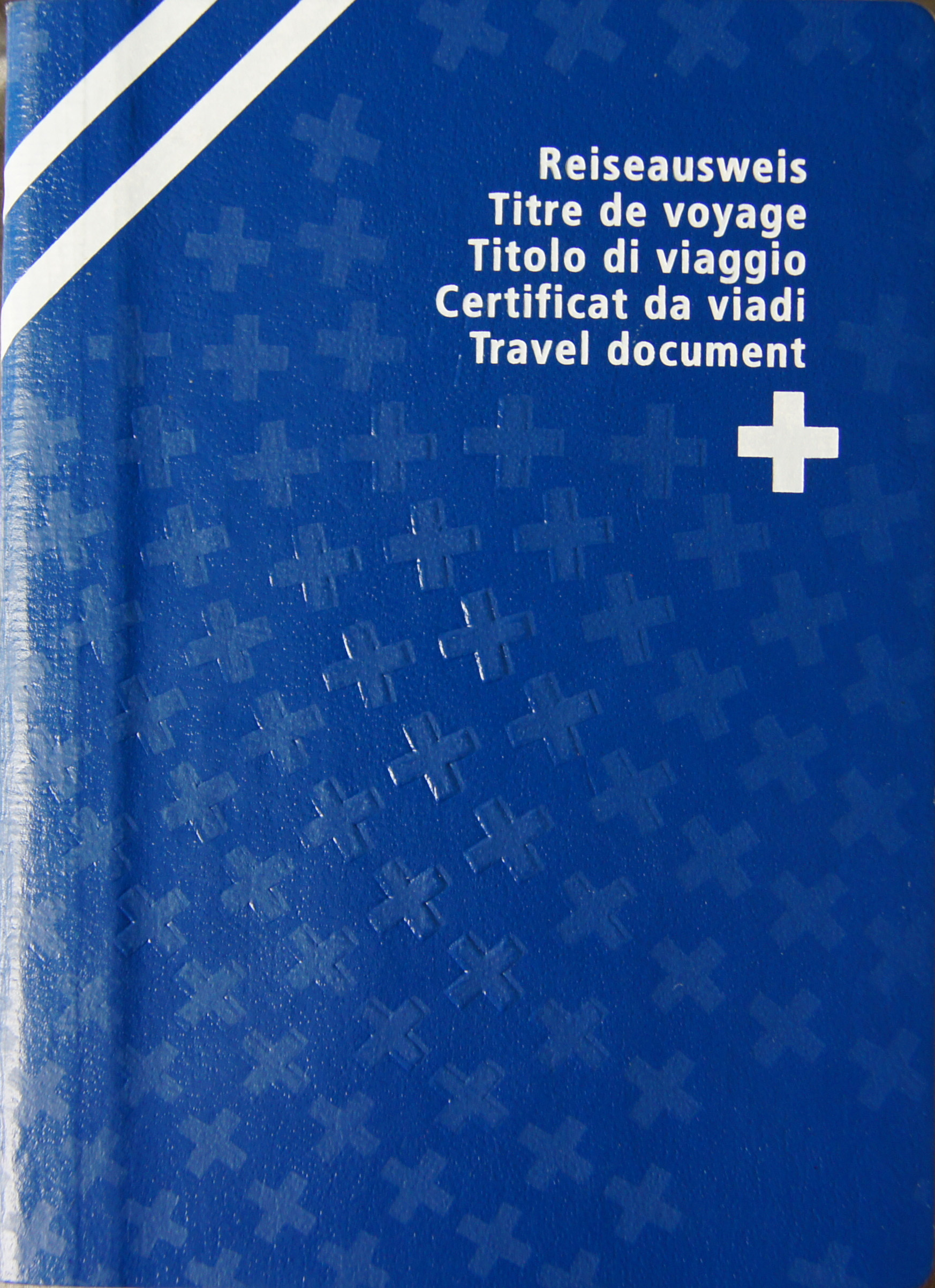
Model de document de călătorie din Elveția